# Brann Dailor
Brann Timothy Dailor, född 19 mars 1975 i Rochester, New York, är en amerikansk trummis och sångare, mest känd som medlem i progressiv metal/sludge metal-bandet Mastodon från Atlanta, Georgia. Dailor spelade i bandet "Evisceration" från 1991 till bandet splittrades 1993. Han var också en av grundarna av mathcore-bandet Lethargy.
Brann Dailor har sedan 2015 ett sido-projekt kallad "Arcadea".

## Diskografi (urval)
Studioalbum med Lethargy
- It's Hard to Write with a Little Hand (1996)

Studioalbum med Today is the Day
- In the Eyes of God (1999)

Studioalbum med Mastodon
- Remission (2002)
- Leviathan (2004)
- Blood Mountain (2006)
- Crack the Skye (2009)
- The Hunter (2011)
- Once More 'Round the Sun (2014)
- Emperor of Sand (2017)

Studioalbum med Arcadea
- Arcadea (2017)